# بويان لازيتش
بويان لازيتش هو لاعب كرة قدم صربي في مركز الوسط، ولد في 13 مايو 1974 في كروشيفاتس في صربيا. لعب مع نادي بودابست ونادي فيرينتسفاروشي.